# Viola hiyamae
Viola hiyamae är en violväxtart som beskrevs av Maekawa. Viola hiyamae ingår i släktet violer, och familjen violväxter. Inga underarter finns listade i Catalogue of Life.